# Maciej Trelka
Maciej Antoni Trelka (ur. 17 stycznia 1970 w Jarosławiu) – polski pilot wojskowy; generał brygady Wojska Polskiego; doktor nauk technicznych; dowódca 33 Bazy Lotnictwa Transportowego (2010–2011); dowódca 23 Bazy Lotnictwa Taktycznego (2011–2016); dowódca 1 Skrzydła Lotnictwa Taktycznego (2019–2024).

## Życiorys
Maciej Trelka urodził się 17 stycznia 1970 roku w Jarosławiu. W latach 1985–1989 kształcił się w Liceum Lotniczym w Dęblinie. Absolwent Wyższej Oficerskiej Szkoły Lotniczej w Dęblinie (1993). Ukończył studia w Akademii Obrony Narodowej oraz studia podyplomowe na Akademii Bydgoskiej i Akademii Sztuki Wojennej.
W 1993 rozpoczął zawodową służbę wojskową w 6 pułku lotnictwa myśliwsko-bombowego w Pile, gdzie był starszym pilotem klucza lotniczego. W 1997 został skierowany do Powidza na stanowisko starszego pilota w 7 pułku lotnictwa bombowo-rozpoznawczego. W latach 2000–2008 służył w 7 eskadrze lotnictwa taktycznego, gdzie zajmował kolejno stanowiska starszego pilota, dowódcy klucza, szefa sztabu, zastępcy dowódcy i dowódcy eskadry. Następnie, po podporządkowaniu eskadry 1 Brygadzie Lotnictwa Taktycznego w Świdwinie, został szefem szkolenia brygady, a po jej przeformowaniu w 1 Skrzydło Lotnictwa Taktycznego – szefem szkolenia skrzydła.
W latach 1999–2010 brał udział m.in. w pierwszym ćwiczeniu sił powietrznych NATO na terytorium Polski „Ocelot 99” i pierwszym ćwiczeniu 7 elt poza granicami kraju „Cooperative Banners 2000”, TACEVAL 7 elt w 2001 roku, Clean Hunter 2003 oraz 2005, Maple Flag 2006, Squadron Exchange 2004 i 2007 oraz Elite 2008. Dwukrotnie brał udział w szkoleniach Tactical Leadership Programme we Florennes w Belgii. W czerwcu 2010 został wyznaczony na stanowisko dowódcy 33 Bazy Lotnictwa Transportowego w Powidzu. W 2011 został desygnowany na stanowisko dowódcy 23 Bazy Lotnictwa Taktycznego w Mińsku Mazowieckim. Od 2016 pełnił obowiązki szefa Zarządu Działań Lotniczych w Inspektoracie Sił Powietrznych Dowództwa Generalnego RSZ. W 2016 uzyskał stopień naukowy doktora nauk technicznych na Politechnice Poznańskiej.
Z dniem 1 lutego 2019 został wyznaczony na stanowisko dowódcy 1 Skrzydła Lotnictwa Taktycznego. 15 sierpnia 2021 prezydent RP Andrzej Duda mianował go generałem brygady. Wykonywał loty na samolotach: PZL TS-11 Iskra, MiG-29, Su-22, PZL-130 Orlik, Hawk, Jaguar, F-16, CASA C-295, C-130 Hercules i śmigłowcach Mi-8. Jest pilotem wojskowym klasy mistrzowskiej, z nalotem ogólnym 1957,08 godzin, w tym 1454,38 – na samolotach naddźwiękowych (2022).
W dniu 26 stycznia 2024 przekazał obowiązki dowódcy 1 Skrzydła Lotnictwa Taktycznego płk. pil. Piotrowi Iwaszko.

## Awanse
- podporucznik – 1993[2]

(...)
- generał brygady – 2021[15]

## Ordery, odznaczenia i wyróżnienia[2]
- Brązowy Krzyż Zasługi[1]
- Srebrny Medal za Długoletnią Służbę
- Srebrny Medal „Za zasługi dla obronności kraju”
- Srebrny Medal „Siły Zbrojne w Służbie Ojczyzny”
- Odznaka pamiątkowa 33 Bazy Lotnictwa Transportowego – 2010, ex officio
- Odznaka pamiątkowa 23 Bazy Lotnictwa Taktycznego – 2011, ex officio
- Odznaka pamiątkowa 1 Skrzydła Lotnictwa Taktycznego – 2019, ex officio
- Odznaka Pilota Wojskowego
- Odznaka skoczka spadochronowego wojsk lotniczych
- Kordzik honorowy Sił Powietrznych
- tytuł Zasłużony Żołnierz Rzeczypospolitej Polskiej II stopnia

i inne